# راکفرد (تنسی)
راکفرد(به انگلیسی: Rockford) شهری در ایالت تنسی کشور ایالات متحده آمریکا است که جمعیت آن در سرشماری سال ۲۰۱۰ میلادی، ۸۵۶ نفر بوده‌است.